# Rudniki (gmina w województwie poleskim)
Rudniki – dawna gmina wiejska istniejąca do 1939 roku w woj. poleskim (obecnie na Białorusi). Siedzibą gminy były Rudniki.
W okresie międzywojennym gmina należała do powiatu prużańskiego w woj. poleskim. 22 stycznia 1926 roku do gminy Rudniki przyłączono część obszaru zniesionej gminy Noski, a 1 kwietnia 1932 roku część obszaru zniesionej gminy Kotra oraz część (nie zniesionej) gminy Prużana.
Po wojnie obszar gminy Rudniki wszedł w struktury administracyjne Związku Radzieckiego.